# 후미리아과
후미리아과는 속씨식물에 속하는 상록수 과의 하나이다. 8개 속에 50여 종이 있다. 열대 서아프리카에서 발견되는 단 1종을 제외하고, 신열대구에만 서식한다.

## 하위 속
| - Duckesia - Endopleura - Hylocarpa - 후미리아속 (Humiria) | - Humiriastrum - Sacoglottis - Schistostemon - Vantanea |